# Anchilee Scott-Kemmis
Annchile Scott-Kemis (sinh ngày 30 tháng 7 năm 1999) là một hoa hậu người Thái đã đăng quang cuộc thi Hoa hậu Hoàn vũ Thái Lan 2021. Cô là đại diện Thái Lan tham gia cuộc thi Hoa hậu Hoàn vũ 2021 tại Eilat, Israel.

## Tiểu sử
Anchilee sinh ra và lớn lên tại Chachoengsao, Thái Lan. Cha cô mang dòng máu Úc và mẹ cô mang dòng máu Thái Lan, cô còn có một anh trai tên là Khen Scott-Kemmis. Anchilee hiện đang sống tại thành phố Băng Cốc, Thái Lan.

## Các cuộc thi sắc đẹp

### Hoa hậu Hoàn vũ Thái Lan 2021
Annchile tham gia cuộc thi Hoa hậu Hoàn vũ Thái Lan 2021. Cô lần lượt được vào vòng 63, vòng 30 và đến Top 5. Vào màn ứng xử, cô đã trả lời:
"Tôi nghĩ tất cả chúng ta đều cần được tiêm chủng và chúng ta nên có quyền lựa chọn loại vắc xin nào là tốt nhất cho chúng ta và cơ thể của chúng ta, bởi vì đó là quyền tự do và đó là quyền lợi. Tôi nghĩ rằng được thoải mái lựa chọn loại vắc-xin phù hợp với mình sẽ khiến mọi người tự tin hơn và mở lòng hơn để mở cửa đất nước, đặc biệt là nếu còn nghi ngờ."

Với màn trả lời ứng xử của cô đã đưa cô trở thành Hoa hậu Hoàn vũ Thái Lan 2021.

### Hoa hậu Hoàn vũ 2021
AnnChile đại diện cho Thái Lan tham gia cuộc thi Hoa hậu Hoàn vũ 2021 tại Eilat, Israel và được kì vọng lọt Top cao nhờ ngoại hình khác thường và sắc đẹp của trí tuệ. Tuy nhiên, cô không góp mặt trong Top 16 chung cuộc, chấm dứt 6 năm liên tiếp Thái Lan lọt vào Bán kết Hoa hậu Hoàn vũ và cũng là 1 trong các thí sinh gây tiếc nuối nhất cuộc thi. Cô cũng được người hâm mộ trao tặng danh hiệu người đẹp " Eltocuyo " và xuất sắc lọt Top 5 người đẹp " Eltocuyo " ( chú thích : " Eltocuyo " là danh hiệu do người hâm mộ đặt ra nhầm tôn vinh những người lọt Top cao trong các bản dự đoán , có thể đăng quang nhưng không lọt Top chung cuộc). Cô cũng là một đại diện của Thái Lan đầu tiên có ngoại hình " Real Size " với số đo 3 vòng 98-72-88 và nặng 71kg cao 1m83.

### Hoa hậu Thế giới 2022
Cô được thông báo sẽ đại diện cho Thái Lan tại Hoa hậu Thế giới 2022.

## Xuất hiện MV
- Before 4:30 (She Said...) của Suppasit Jongcheveevat ft. SAMKIM (2021)